# Bernburský bublák
Bernburský bublák je plemeno holuba domácího pocházející z Německa. Je to středně velký holub s výraznými pernatými ozdobami, peří na čele tvoří čelní růžici, v týlu vyrůstá lasturovitá chocholka a navíc mají ptáci nohy opeřené hustým dlouhým rousem. Kromě vzhledu je pro něj typický hlasový projev, kromě vrkání ptáci tzv. bublají, vydávají zvuky připomínající vzdálené zurčení potoka, zvonění zvonů nebo bubnování. Je to klidný pták, vhodný k voliérovému chovu.

## Historie

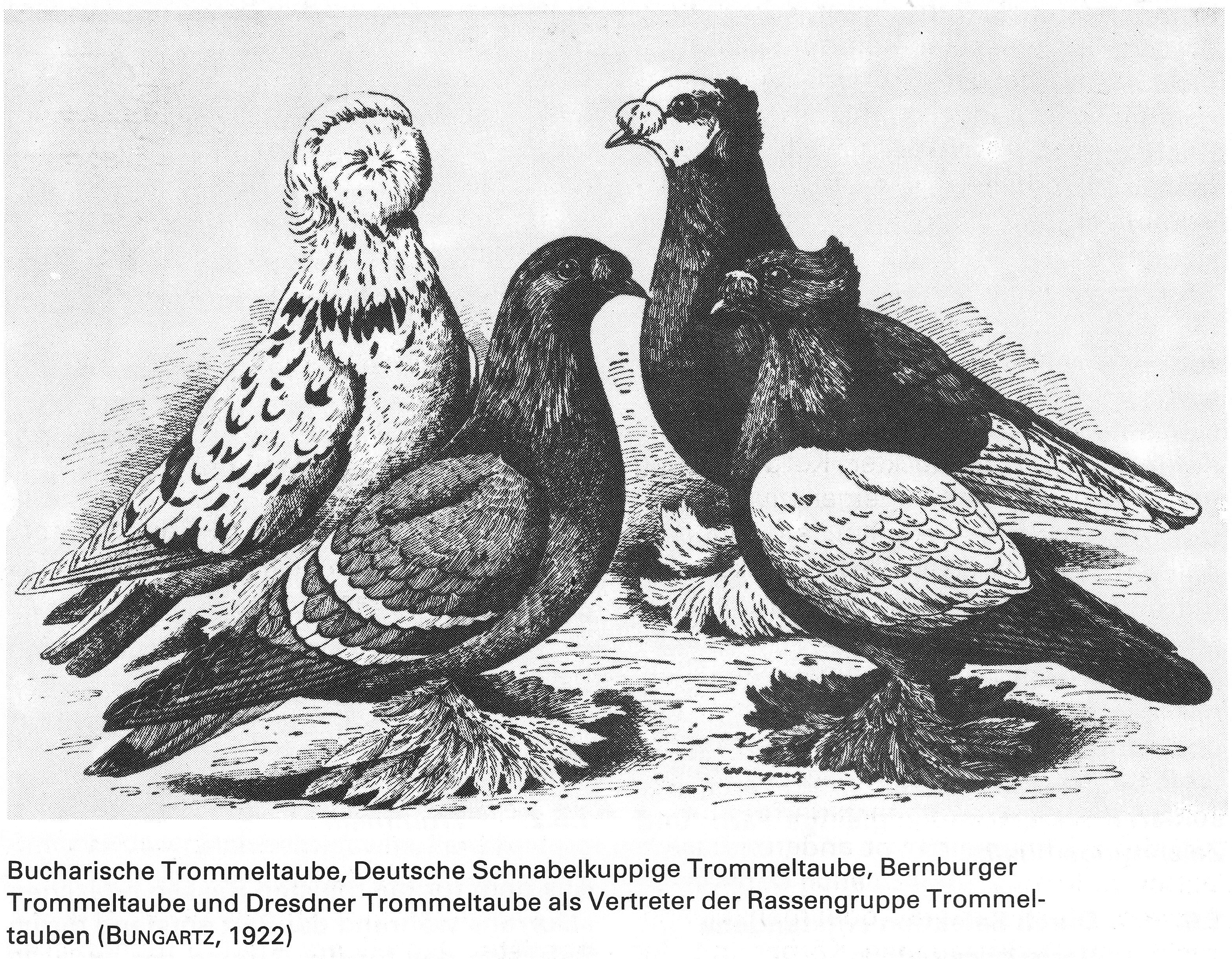

Název plemene je odvozen od města Bernburg, z jehož okolí tito holubi pochází. Vznikl křížením německého dvojvrkočatého rousného bubláka s plemeny s mniší kresbou, pravděpodobně se jednalo o saského mnicha.  V Sasko-Anhaltsku vznikal už v první polovině 18. století. V Česku se téměř nechová.

## Vzhled

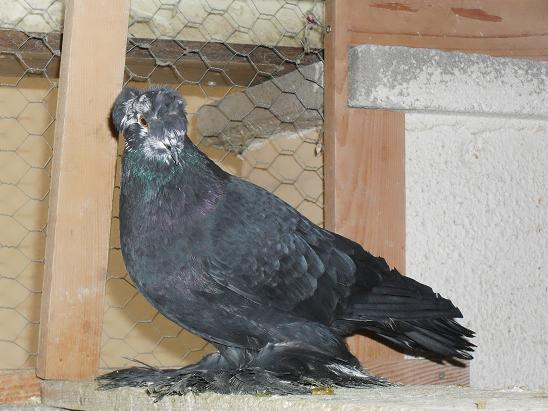
Český bublák

Tvarem těla se řadí mezi holuby tzv. polního typu, proporcemi i velikostí se příliš neodlišuje od divokého holuba skalního. Je menší než bucharský bublák, ale robustnější, delší a vyšší než bublák český. Působí ušlechtilým dojmem, má vyvážené proporce s širokou a hlubokou hrudí a téměř vodorovně nesený, kratší trup, který je uložený spíše nízko a celý prostor mezi trupem a zemí je vyplněn rousem. Hlava bernburského bubláka je nízce klenutá, silná a široká, zobák je slabší, středně dlouhý a světle zbarvený, ozobí je jen velmi malé a jemné. Oční duhovka je vždy tmavá, oči jsou ohraničené světlými obočnicemi.
Hlavu zdobí pernaté ozdoby, takzvané vrkoče. Zadní vrkoč je v podstatě větší lasturovitá chocholka táhnoucí se od ucha k uchu bez postranních růžic či hřívy. Odstává od hlavy, lehce se přiklání k týlu a převyšuje temeno. Chocholka je bohatě propeřená, hustá, rovnoměrná a v záhlaví je od opeření krku oddělena zřetelným klínkem. Přední vrkoč je tvořený pozvednutou oválnou čelní růžicí, která vpředu překrývá ozobí a po stranách přesahuje oči.
Krk je silný, krátký a široce vystupuje z hrudi, hrdlo je jemně vykrojené. Hruď je široká, hluboká a dopředu vyklenutá, stejně tak v ramenou je pták široký, záda jsou lehce skloněná a hřbetní linii je jen mírně se svažující. Křídla jsou silná, spíše kratší, dobře přilehlá a dobře složená, jejich letky se na ocase nekříží a téměř se dotýkají konce ocasu, který je tvořený poměrně dlouhými a širokými rýdovacími pery, je dobře složený a je nesený v linii hřbetu. Nohy jsou krátké, lýtka jsou zdobena dlouhými supími pery a běháky a prsty jsou hustě opeřeny.
Chová se pouze v mniší kresbě. Hlava je bílá, s linií oddělující barevné opeření tvoříci oblouk vedoucí pod zobákem, asi jeden centimetr pod očima a končící před nasazením chocholky, která je už zcela barevná. Ocas, rousy a sedm až deset ručních letek jsou bílé, supí pera jsou barevná. Barevných rázů bernburského bubláka je málo, chová se v barvě černé, červené, žluté a modré pruhové a kapraté.

### Podobná plemena
Jedná se o ráz dvojvrkočatého rousného bubláka, kam náleží také bublák anglický a bublák český. Úplně nejpodobnější je německému dvojvrkočatému bublákovi, z kterého vychází a od kterého se liší prakticky pouze zbarvením opeření: německý dvojvrkočatý bublák je celobarevný, bernburský bublák se chová v tzv. mniší kresbě: hlava, křídelní letky a ocas jsou bílé. V seznamu plemen EE se řadí do plemenné skupiny bubláků a to pod číslem 0504.